# Otto Stange (Fußballspieler)
Otto Emerson Stange (* 9. Februar 2007 in Hamburg) ist ein deutscher Fußballspieler. Der Stürmer spielt seit seinem 15. Lebensjahr beim Hamburger SV.

## Karriere

### Im Verein
Der gebürtige Hamburger, dessen Wurzeln zum Teil in Brasilien liegen, begann im Alter von 6 Jahren beim SC Victoria Hamburg mit dem Fußballspielen, ehe er sich 2017 dem Eimsbütteler TV anschloss und im Sommer 2022 in das Nachwuchsleistungszentrum des Hamburger SV wechselte. Beim HSV spielte der Stürmer in seiner ersten Saison unter Bastian Reinhardt bei den B2-Junioren (U16) in der zweitklassigen Regionalliga Nord. Zur Saison 2023/24 rückte der 16-Jährige zu den B1-Junioren (U17) auf, die in der B-Junioren-Bundesliga Nord/Nordost spielten. Nach 7 Toren in den ersten 7 Spielen wurde Stange von Tim Walter Ende Oktober 2023 in das Training der Profimannschaft beordert. Einige Tage später nahm ihn Walter für das DFB-Pokal-Spiel gegen den Drittligisten Arminia Bielefeld mit in den Spieltagskader; beim Sieg nach Elfmeterschießen wurde er jedoch nicht eingewechselt. Bis zur Winterpause folgte eine Kadernominierung in der 2. Bundesliga. Die Wintervorbereitung im Januar 2024 durfte Stange mit den Profis absolvieren. Anschließend wurde sein Vertrag langfristig verlängert. Im Laufe der Rückrunde trainierte Stange unter Walter und dessen Nachfolger Steffen Baumgart regelmäßig mit den Profis, für eine Kadernominierung reichte es hinter Robert Glatzel und András Németh allerdings nicht mehr. Der B-Junior kam nun vorwiegend für die A-Junioren (U19) in der A-Junioren-Bundesliga Nord/Nordost zum Einsatz. Stange beendete die Spielzeit mit 13 Ligaeinsätzen und 16 Toren für die U17 sowie 8 Ligaeinsätzen und einem Tor für die U19, mit der er zum Saisonabschluss den Hamburger Landespokal gewann.
Die Sommervorbereitung 2024 absolvierte Stange mit der Profimannschaft. Dort war er zu Saisonbeginn hinter Robert Glatzel, Ransford Königsdörffer und Davie Selke ohne Chance auf eine Nominierung in den Spieltagskader. Der 17-Jährige spielte daher mit der U19 in der neuen U19-DFB-Nachwuchsliga und kam für die zweite Mannschaft in der viertklassigen Regionalliga Nord erstmals in einem Pflichtspiel im Herrenbereich zum Einsatz. Im Oktober 2024 verletzte sich Glatzel schwer und fiel einige Monate aus. Stange, der für die U19 in fünf Ligaspielen fünfmal getroffen hatte, debütierte daraufhin am 8. November 2024 im Alter von 17 Jahren und 273 Tagen unter Baumgart in der 2. Bundesliga, als er bei einer 1:3-Niederlage gegen Eintracht Braunschweig in der Schlussphase eingewechselt wurde. Sein erstes Tor gelang ihm am 21. Dezember 2024 unter Baumgarts Nachfolger Merlin Polzin gegen die SpVgg Greuther Fürth zum 5:0-Endstand. Mit dem HSV ist er in der Saison 2024/25 aufgestiegen in die Bundesliga.

### In der Nationalmannschaft
Stange spielte zwischen September 2022 und März 2023 unter Michael Prus 11-mal in der deutschen U16-Nationalmannschaft und erzielte 4 Tore. Im September 2023 spielte der Stürmer erstmals für die U17. Für die U17-Weltmeisterschaft 2023 wurde er von Christian Wück jedoch nicht nominiert.

## Erfolge
- Aufstieg in die Bundesliga: 2025 (Hamburger SV)
- Hamburger A-Junioren-Pokalsieger: 2024

## Trivia
Im April 2023 wurde der damalige U16-Spieler des HSV beim 109. Hamburger Stadtderby als Balljunge eingesetzt. Aufmerksamkeit brachte eine kurze verbale Auseinandersetzung mit Jakov Medić und Manolis Saliakas, da Stange den Ball vor einem Einwurf verzögert an den FC St. Pauli herausgab. Die Szene ist in den Spielhighlights von Sport1 auf YouTube zu sehen und wurde nach seinem ersten Profitor im Dezember 2024 einer größeren Öffentlichkeit bekannt.